# インバウンドおもてなし講座 タイ編
『インバウンドおもてなし講座 タイ編』（インバウンドおもてなしこうざ　タイへん）は、NHKラジオ第2放送で2024年（令和6年）3月25日から同月29日まで、毎日23:40 - 23:55（JST）に放送されていた、NHK語学番組のひとつ。
　2024年8月12日から16日にかけて第二弾にあたる、「思いを伝えるタイ語」が放送された。

## 放送内容
年間およそ100万人もの訪日タイ人の多くに日本を楽しんでもらうため、おもてなし方法や「ちょっと話しかけるタイ語」を紹介する。

## エピソード
| 初回放送日    | エピソード                 |
| ------------- | -------------------------- |
| 2024年3月25日 | 食                         |
| 2024年3月26日 | エンタメ・行事             |
| 2024年3月27日 | 信仰                       |
| 2024年3月28日 | 買い物                     |
| 2024年3月29日 | 日本の人たちへのメッセージ |

## 出演者・キャストほか
MC
- コカドケンタロウ（ロッチ）
- ヴィエンナ（タイ人モデル）

タイ現地リポーター（バンコク）
- ピム
- チャーノン

ゲスト（第五回）
- パッタモン・パンチャウィーニン（在東京タイ王国大使館参事官）

タイ語監修
- スニサー・ウィッタヤーパンヤーノン（東京外国語大学特任教授）